# Dood van een huistiran
Dood van een huistiran is een detective- en misdaadverhaal geschreven door Agatha Christie. Het werk verscheen initieel op 2 mei 1938 onder de titel Appointment with Death en werd uitgegeven door de Britse Collins Crime Club. In de Verenigde Staten werd het werk later in dat jaar uitgegeven door Dodd, Mead and Company. Een eerste Nederlandstalige versie verscheen in 1939 onder de titel Ontmoeting met den dood. In 1965 verscheen een tweede versie onder de huidige titel.

## Verhaal
Hercule Poirot is op reis in Jeruzalem en vangt een gesprek op tussen Raymond Boynton en zijn zuster waarom hun sadistische, dominante stiefmoeder moet sterven. Tijdens een trip naar Petra wordt het dode lichaam van mevrouw Boynton gevonden. Poirot beweert dat hij de zaak binnen 24 uur kan oplossen enkel door het ondervragen van alle verdachten.
Poirot vraagt de familieleden het tijdstip waarop zij mevrouw Boynton voor het laatst levend hebben gezien. Ook vraagt hij hen het geschatte uur van overlijden. Al snel komt Poirot tot de conclusie dat de verdachten ver uiteenlopende en zelfs overlappende tijdstippen opgeven. Verder werd er van dokter Gerard digitoxine gestolen, een medicijn dat het slachtoffer al innam. Daarbij komt dat het slachtoffer ook een prikwond heeft en ze wellicht is gestorven aan een overdosis digitoxine.
Poirot is van mening dat vrijwel elk familielid het dode lichaam heeft gezien, maar dat geen van hen het nodig vond om dit te melden. Dit heeft als resultaat dat iedereen iedereen verdenkt. Aangezien het slachtoffer zelf digitoxine nam en de familie dit wist, was er geen reden om deze stof te stelen. Men kon haar evengoed een overdosis toedienen via haar eigen voorraad. Daarom is de moordenaar wellicht een buitenstaander.
De moordenaar blijkt mevrouw Westholme te zijn. Voordat ze trouwde, zat ze in de gevangenis waar mevrouw Boynton werkte als bewaarder. Mevrouw Westholme werd in de gevangenis mishandeld door mevrouw Boynton. Daarom verkleedt mevrouw Westholme zich als een Arabische knecht en spuit een overdosis digitoxine in het lichaam van mevrouw Boynton. Mevrouw Westholme pleegt zelfmoord na het horen van Poirots eindconclusie. Sara trouwt met Raymond, Carol met Jefferson en Ginevra met dokter Gerard.

## Adaptaties

### Toneel
Het stuk werd herschreven voor toneel in 1945, met als belangrijkste wijziging het schrappen van de rol van Hercule Poirot. Achterliggende reden is dat Agatha Christie zelf aangaf dat er geen acteur bestaat die Poirot goed kan vertolken. Daarnaast werd mevrouw Boynton niet vermoord, maar pleegde ze zelfmoord. Ze zette enkele red herrings op waardoor haar familieleden verdacht zouden worden. Zo hoopte ze dat hun leven na haar dood overschaduwd zou worden door onderling wantrouwen en argwaan. In het toneelstuk is de rol van Carol geschrapt en is Ginevra een aangenomen dochter.

### Film
In 1988 werd het boek verfilmd met Peter Ustinov als Poirot. Het verhaal is hetzelfde als in het boek, alleen reist men niet naar Petra, maar naar Qumran. Andere rollen worden gespeeld door Lauren Bacall, Carrie Fisher, Sir John Gielgud, Piper Laurie, Hayley Mills, Jenny Seagrove en David Soul.

### Televisie
Het boek werd bewerkt voor de serie Agatha Christie's Poirot met David Suchet in de rol van Poirot. De film werd opgenomen in Casablanca, Mahkama du Pacha, Kasbah Boulaouane en El Jadida
Het verhaal werd grondig gewijzigd. Enkele voorbeelden:
- Toevoeging van extra personages waaronder Lord Boynton, oppas Taylor en zuster Agnieszka.
- Schrappen van personages waaronder Nadine Boynton en Amabel Pierce
- Het verhaal speelt zich af op een archeologische site in Syrië waar lord Boynton op zoek is naar het hoofd van Johannes de doper.
- Mevrouw Boynton was geen gevangenisbewaarder maar staat aan het hoofd van een financieel imperium. Aangezien ze geen kinderen kon krijgen, adopteerde ze deze uit diverse weeshuizen. Echter, ze mishandelde allen. Dit wil zeggen dat Jinny (Ginevra in het boek) nu ook een pleegdochter is in plaats van een natuurlijke.
- In de film neemt Jefferson wraak op de mishandelingen van zijn stiefmoeder door haar financieel imperium te vernietigen. Echter, zij sterft nog voordat ze dit nieuws verneemt.
- In een subplot blijkt zuster Agnieszka een slavenhandelaar te zijn. Zij wil Jinny ontvoeren, maar haar poging mislukt. Agnieszka komt te sterven tijdens een auto-ongeval.
- Celia Westholme was vroeger de meid van mevrouw Boynton. Later werd ze schrijfster. Ze had een kind met dokter Gerard. Celia werd naar een klooster in Ierland gestuurd en mevrouw Boynton voedde het kind (Jinny) op. Celia en de dokter komen te weten dat alle stiefkinderen mishandeld werden door zowel Boynton als de kinderoppas.
- Mevrouw Boynton wordt door Celia ingespoten met een gif dat haar verlamd. Dokter Gerard wordt opgeroepen en verklaart dat Boynton gestoken werd door een insect. Dr Gerard spuit zichzelf in met een middel waardoor hij schijnbaar malaria krijgt. Verder doodt hij een geit onder de kledij van mevrouw Boynton. Door het opdrogen van het bloed lijkt het alsof zij al (langer) dood is. Wanneer lord Boynton zijn schijnbaar dode vrouw vindt, controleert Celia of zij wel werkelijk dood is. Daarbij steekt ze ongezien een mes in het lichaam van mevrouw Boynton waardoor zij komt te sterven. Hierdoor komen de dokter en Celia niet als verdachten over.
- De kinderoppas krijgt een mentale inzinking. Dokter Gerard geeft haar een injectie waardoor ze waanbeelden krijgt en haar verleden herbeleeft. Dokter Gerard probeert haar een schuldgevoel aan te praten omdat zij de bevelen van mevrouw Boynton betreffende de mishandelingen uitvoerde. Zij pleegt niet veel later zelfmoord.
- Wanneer Poirot dokter Gerard en Celia aanduidt als daders, plegen ze zelfmoord door een fatale dosis digitoxine in te spuiten.